# Kokmeeuwbrug
De Kokmeeuwbrug (brug 1212) is een bouwkundig kunstwerk in Amsterdam-Zuidoost.
Het viaduct ligt in de Daalwijkdreef en voert over het Kokmeeuwpad, haar naamgever en op zich vernoemd naar de kokmeeuw. Het viaduct maakt deel uit van het gescheiden verkeerspatroon in Zuidoost, snelverkeer op dijklichamen en langzaam verkeer op maaiveldniveau. De brug werd in 1971/1972 gebouwd naar een ontwerp van Dirk Sterenberg van de Dienst der Publieke Werken. Hij ontwierp voor Zuidoost soms bruggen in series, zo ook deze brug 1212, zie bijvoorbeeld de Frissensteinbrug. Karakteristieken zijn de leuningen, de betonnen randplaten, de landhoofden en het meest opvallende stukje: het stoelvormige schakelkastje.
Oorspronkelijk lag de gemeentegrens tussen Amsterdam en Diemen midden over de Daalwijkdreef, en dus ook over de brug, tussen de Gooiseweg en de Elsrijkdreef. Oorspronkelijk diende de brug uitsluitend voor voetgangers die  onder de brug door van het maaiveld bij Egeldonk de bushalte aan de noordkant van de Daalwijkdreef konden bereiken. Het Kokmeeuwpad en Bergwijkpark verschenen pas later, begin jaren tachtig. 
De brug kreeg op 21 augustus 2018 haar naam.

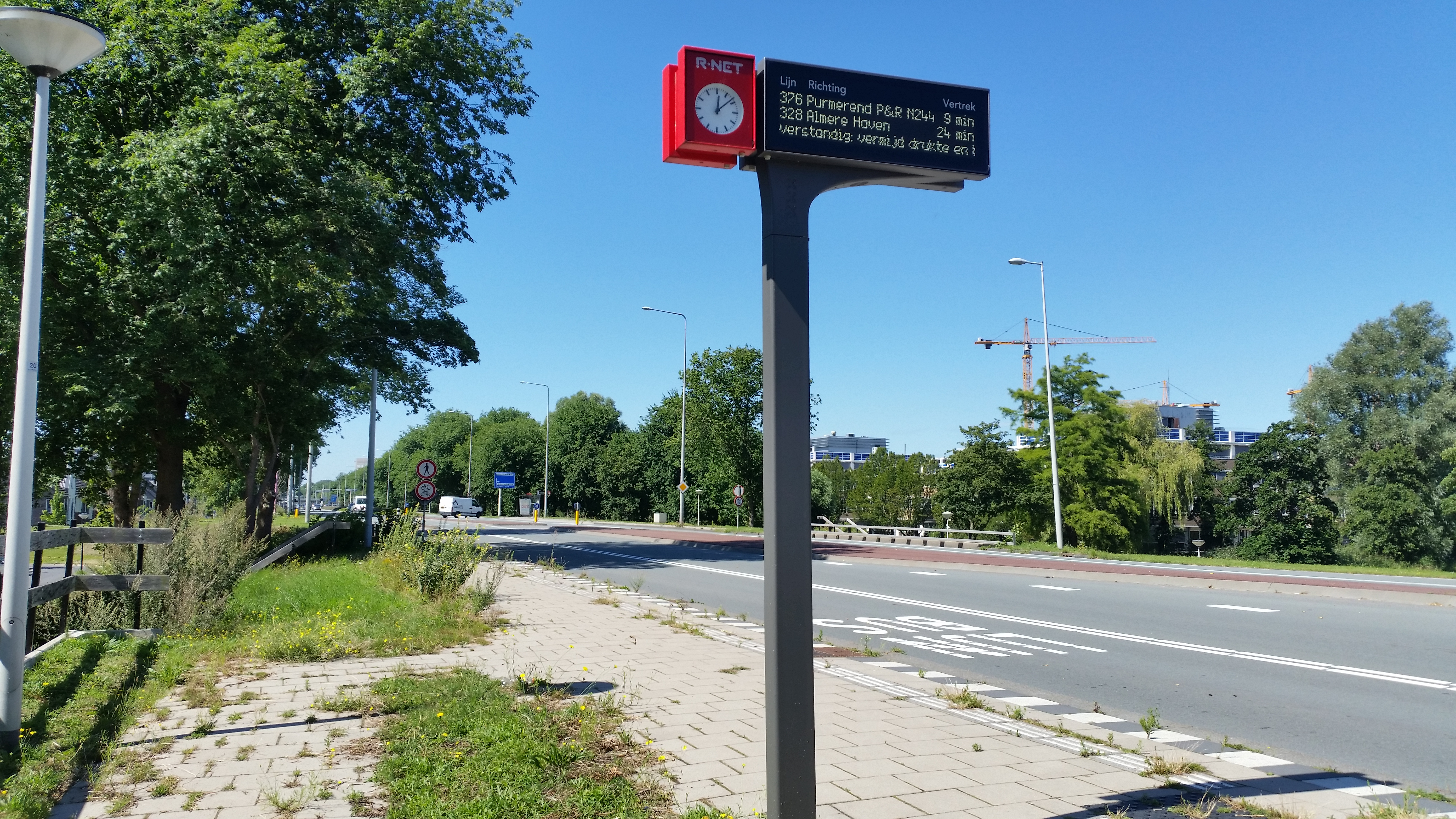
Kokmeeuwbrug in de Daalwijkdreef (augustus 2020)

<<< · 1201 · 1207 · 1208 · 1209 · 1210 · 1211 · 1212 · 1213 · 1216 · 1217 · 1218 · 1219 · 1220 · 1221 · 1223 · 1224 · 1230 · 1231 · 1246 · 1259 · 1260 · 1261 · 1263 · 1264 · 1265 · 1266 · 1267 · 1268 · 1269 · 1270 · >>>
Brugnummers 1200, brug 1202 (Ouder-Amstel), 1203-1206, 1214, 1215, 1222, 1225-1229, 1232-1245, 1247-1258, 1262 en 1271-1299 zijn niet (meer) in gebruik.